# Emanon
Emanon é um duo norte-americano de Hip hop composto pelo cantor e rapper Aloe Blacc e o produtor Exile. Eles são de Los Angeles, Califórnia.

## Carreira
Emanon lançou o EP Anon and On, no Ill Boogie Records em 2002 e The Waiting Room no Shaman Works Recordings em 2005. O primeiro álbum do Exile, Dirty Science, lançado em 2006, incluía contribuições de Slum Village, Kardinal Offishall e Oh No.

## Discografia
- 1998: Acid 9
- 2001: Steps Through Time
- 2002: Imaginary Friends
- 2002: Anon & On
- 2005: The Waiting Room
- Bird's Eye View (TBD)[2]
- 2016: Distopia